# Andy Hertzfeld
Andrew Jay Hertzfeld (Philadelphia, 1953. április 6. –) amerikai informatikus. Az Apple Macintosh fejlesztői csapat tagja volt az 1980-as években. Az Apple Computernél a Macintosh rendszer egyik tervezője volt. Az Apple-nél töltött időszak után három társaságot hozott létre, köztük a General Magic-et.
2002-ben benne volt a nyílt forrású szoftvereket népszerűsítő teamben az Open Source Applications Foundation részvevőjeként.
Miután Hertzfeld 1975-ben informatikus diplomát szerzett a Brown Egyetemen, Hertzfeld a Kaliforniai Egyetemen végzett posztgraduális iskolában, Berkeleyben. 1978-ban vásárolt egy Apple II számítógépet, és hamarosan elkezdett hozzá szoftvert fejleszteni.
1979-ben az Apple Computer alkalmazta rendszerprogramozónak. Kifejlesztette az Apple Silentype nyomtató firmware-jét, és megírta a firmware-t a Sup'R'Terminalhoz, az Apple II első 80 oszlopos kártyájához. Az 1980-as évek elején meghívta középiskolai barátját, Susan Kare-t, hogy csatlakozzon az Apple-hez megtervezni a szabványos Macintosh ikonokat.
Az első Macintosh-hoz Hertzfeld ikonszerkesztőt és betűkészlet-szerkesztőt írt, hogy Susan Kare meg tudja tervezni az operációs rendszerben használt szimbólumokat.
Apple társalapítója, Steve Wozniak egy repülőgép-szerencsétlenség miatt rövid időre távozott a cégtől, egy másik társalapító, Steve Jobs 1981 februárjában átvette az irányítást a közel kétéves Macintosh csapat felett. Hertzfeld a Macintosh operációs rendszer elsődleges szoftvertervezőjévé vált. Forradalmi volt a grafikus felhasználói felület (GUI), Hertzfeld és Jef Raskin alkotása. A Macintosh protípusát 1981-ben Jobs-szal közösen mutatták meg a Microsoft alapítójának és irányítójának, Bill Gatesnek.
Hertzfeld névjegykártyáján az Apple-nél „szoftvervarázslóként” szerepelt. Ő írta a Macintosh eredeti rendszerszoftverének nagy részét, beleértve a ROM-kód nagy részét, a User Interface Toolboxot és számos innovatív összetevőt, amely ma már számos grafikus felhasználói felületen szabványos, például a Vezérlőpulton is.
Miután 1984-ben elhagyta az Apple-t, Hertzfeld három új céget alapított – a Radiust (1986), a General Magicet (1990) és az Eazelt (1999). Az Eazelnél segített létrehozni a Nautilus fájlkezelőt Linux GNOME asztali számítógépéhez. 2002-ben önkéntesnek állt a Nyílt Forráskódú Alkalmazások Alapítványnál. 2004 elején elindította a folklore.org [folklore.org webhelyet], amely a kollektív történetmesélésnek szentelt weboldal. Ez több tucat anekdotát tartalmaz az eredeti Macintosh fejlesztéséről.
2005 és 2013 között Hertzfeld a Google-nál dolgozott. 2013 júliusában visszavonult.

## Fordítás
Ez a szócikk részben vagy egészben  az   Andy Hertzfeld című angol Wikipédia-szócikk ezen változatának fordításán alapul.  Az eredeti cikk szerkesztőit annak laptörténete sorolja fel. Ez a jelzés csupán a megfogalmazás eredetét és a szerzői jogokat jelzi, nem szolgál a cikkben szereplő információk forrásmegjelöléseként.